# Niao Dao
Niao Dao är en ö i Kina. Den ligger i provinsen Qinghai, i den nordvästra delen av landet, omkring 170 kilometer väster om provinshuvudstaden Xining. Niao Dao ligger i sjön Qinghai Hu.
Genomsnittlig årsnederbörd är 342 millimeter. Den regnigaste månaden är juli, med i genomsnitt 88 mm nederbörd, och den torraste är december, med 1 mm nederbörd.